# Curro Claret
Francisco Claret Martí, conocido como Curro Claret, (Barcelona, 1968) es un diseñador industrial español. Compagina su labor de diseño con la docencia y, esporádicamente, con otras actividades afines. Múltiples veces premiado, es un exponente del diseño catalán a nivel internacional y forma parte de la nueva generación del diseño español de la década de 2000. Sus proyectos se caracterizan por tener un carácter social y medioambiental.

## Trayectoria
Realizó los estudios de diseño industrial en la Escuela Universitaria de Diseño e Ingeniería de Barcelona ELISAVA y realizó parte de un máster en el Central Saint Martins, College of Art and Design de Londres, en Reino Unido. Al volver a Barcelona, trabajó en diferentes lugares relacionados con el mundo del diseño, como en una fábrica de automovilismo haciendo piezas para coches, y en diferentes estudios de diseño y arquitectura.
A partir de 1998, empezó a encaminar su carrera como diseñador freelance y, desde entonces, ha estado en diferentes sectores del diseño realizando pequeños objetos, muebles, lámparas, instalaciones, happenings, interiorismo, etc. para diferentes empresas, instituciones, galerías y particulares, entre las que destacan Barcelona Tecnologia, Cha-Cha, Massimo Dutti, Camper, Zicla, Alis, Formica, Diagonal Glass Collection, Fomento de las Artes y del Diseño (FAD), Ayuntamiento de Barcelona, Galería H2O, Colegio de Arquitectos de Cataluña (COAC), Butzaki, Balvi, Conexiones Improbables, Centro de Creations La Cuisine, Departamento de Medio Ambiente de la Generalidad de Cataluña o la Fundación Raíces, entre otros.
Al mismo tiempo, ha ejercido de profesor de diseño industrial en ELISAVA y, de manera esporádica, en otros centros como la Universidad Internacional de Cataluña, la Escuela Superior de Arquitectura Ramon Llull y el Centro Universitario de Diseño y Arte de Barcelona EINA. También ha sido profesor invitado en universidades extranjeras: como en la Faculty of Environmental Design (EVDS) de la Universidad de Calgary, en Calgary, Alberta (Canadá), y en la Pontificia Universidad Javeriana de Bogotá (Colombia). A lo largo de su trayectoria, ha impartido numerosas conferencias y talleres en España, Francia, Irlanda, Dinamarca, República Checa, Brasil, Estados Unidos, Colombia, Corea y Tailandia. En diferentes ocasiones, ha colaborado con el Fomento de las Artes y el Diseño y ADI-FAD.
Sus proyectos tienen un carácter social y medioambiental, y ponen de manifiesto cuestiones preocupantes de la sociedad de consumo. Se han expuesto en instituciones, galerías y museos de España, Reino Unido, Suiza, Italia, Japón, Alemania y Francia, entre otros lugares. Realiza objetos con una perspectiva diferente, que proponen soluciones sencillas sobre cuestiones cotidianas y adoptando un papel más comprometido con la implicación del diseño industrial en la sociedad contemporánea.

## Reconocimientos
Claret ha recibido numerosas distinciones y premios a lo largo de su carrera. En 2009, el Centre català del Reciclatge de la Agència de Residus de Catalunya del Departament de Medi Ambient i Habitatge de la Generalidad de Cataluña le concedió el Primer Premi de Disseny per al Reciclatge por el Separador de carril bici ZEBRA. Estos premios tienen como objetivo distinguir productos y estrategias que hayan considerado e integrado en su diseño criterios de reciclaje y/o reciclabilidad, y materiales reciclados, reciclables y/o biodegradables que puedan ser considerados en el proceso de diseño de producto. Al año siguiente, en 2010, con motivo del Año Europeo contra la pobreza y la exclusión social, el Ministerio de Industria, Energía y Turismo y la Fundación BCD (Barcelona Centro de Diseño) le concedió el Premio Nacional de Innovación y de Diseño contra la pobreza por el proyecto Taburete 300.
En 2013, Claret recibió el Premio Ciudad de Barcelona en la categoría de Diseño para las piezas presentadas en la exposición Un Dilema: Arte contemporáneo y la inversión en la incertidumbre, en el Centre d’Arts Santa Mònica de Barcelona como resultado de la colaboración con la Fundación Raíces. Este reconocimiento lo concede anualmente el Ayuntamiento de Barcelona con el objetivo de premiar la creación, la investigación y la producción de calidad realizada en Barcelona por creadores o colectivos que trabajan o por instituciones y organizaciones barcelonesas que las promueven o producen. Ese mismo año, Fomento de las Artes y del Diseño le concedió la Medalla FAD.